# Pietro Plescan
Pietro Plescan (Milano, 2 agosto 1929 – Milano, 7 febbraio 2022) è stato un pittore e incisore italiano.
Fu legato al movimento del realismo esistenziale e titolare della cattedra di Pittura presso l'Accademia di Belle Arti di Brera negli anni novanta.

## Biografia

### Formazione
Nonostante il cognome esotico, Pietro Plescan nasce a Milano, così come milanese è la sua formazione e produzione.
I primi maestri negli anni dell'adolescenza sono Domenico Cantatore e Luciano Minguzzi, suoi professori al Liceo Artistico di Brera.
Nella prima metà degli anni cinquanta frequenta l'Accademia di Belle Arti di Brera con il fratello Dimitri seguendo i corsi di Achille Funi, Mauro Reggiani e Benvenuto Disertori.
In questi anni entra in contatto con gli artisti legati al Realismo esistenziale, movimento che indaga il rapporto tra l'uomo e le cose che lo circondano. Fanno parte del gruppo gli artisti Floriano Bodini, Mino Ceretti, Giuseppe Guerreschi, Bepi Romagnoni e Tino Vaglieri.
In questi anni espone in luoghi non convenzionali come macellerie e fabbriche dismesse.

### Gli anni del realismo
Fino alla fine degli anni cinquanta l'artista predilige il tema del paesaggio urbano e degli interni, pur praticando costantemente il disegno dal vero in Accademia.
Il senso di abbandono e decadenza che si coglie nei disegni che ritaggono la periferia di Milano, dilaniata dagli sconvolgimenti bellici della seconda guerra mondiale, è presente anche negli interni squallidi e solitari.
A causa del carattere schivo, l'artista predilige le mostre collettive alle personali: dal 1955 partecipa al Premio Suzzara(MN) dimostrando un interesse nei confronti di un'arte realista destinata ad un pubblico popolare e inizia la collaborazione quarantennale con il Museo della Permanente a Milano partecipando alle rassegne della Biennale Nazionale e Triennale dell'Incisione.

### La crisi degli anni sessanta e settanta
In questi anni si assiste al passaggio dalle tematiche sociali a quelle più intimistiche nelle quali emerge con forza la personalità turbata dell'artista.
Infatti Plescan, in seguito ad una serie di drammatici eventi personali, realizza una serie di dipinti dai toni cupi ispirati alle immagini di cronaca nera pubblicate sui giornali.
Il tema della violenza prosegue per un lungo periodo.

### La figura femminile
A questa produzione dal grave peso esistenziale ne affianca una di puro piacere estetico: il nudo.
Il disegno del modello dal vero, soprattutto femminile, è una vera e propria ossessione tanto che oltre ad insegnare figura disegnata presso il Liceo Artistico di Brera, nei pomeriggi frequenta le lezioni della Scuola libera del nudo nell'Accademia milanese.
L'artista frequenta questo corso pomeridiano dal 1963 e fino al 2011 era possibile vederlo quotidianamente tra i banchi di Brera.
La sua produzione è amplissima e caratterizzata da una tecnica molto personale che prevede la costruzione anatomica attraverso l'intreccio di linee portanti che si infittiscono nei punti più significativi.
Questo stile ricorda quello dei disegni di Alberto Giacometti ma con un intento più realistico e legato all'anatomia dei corpi piuttosto che all'espressione.
Talvolta l'effetto  “non finito” dell'artista è dettato dall'effettiva mancanza di tempo in quanto Plescan disegna solo in presenza della modella che alterna le pose alle pause e cambia posizione ad ogni nuova sessione.
I disegni degli anni sessanta non si discostano molto da quelli più recenti se non per le tecniche utilizzate: acquarelli, tempere e olii lasciano spazio alle matite colorate negli anni novanta.

### Dagli anni novanta
Dal 1991 per un decennio circa è titolare della cattedra di Pittura all' Accademia di Brera.
Negli ultimi anni Plescan, pur abbandonando la pittura, si dedica al disegno e all' incisione (notevole la serie degli autoritratti con la tecnica della ceramolle) e frequenta, seppur saltuariamente, la Scuola Libera del Nudo dove gode di grande popolarità tra i colleghi docenti e gli studenti di vecchia e nuova generazione.

## Tecnica
La produzione maggiore di Plescan è legata allo studio della figura femminile dal vero.
Le tecniche grafiche utilizzate sono molteplici ma prevale il disegno a matita.
La particolarità dei suoi ritratti consiste nel far emergere in modo quasi tridimensionale le figure sovrapponendo linee portanti che si infittiscono nei punti di maggiore tensione strutturale.
In questo modo attribuisce una sorta di gerarchia alle varie parti anatomiche del soggetto decidendo arbitrariamente quale parte mettere in evidenza.
Anche il supporto riveste importanza in quanto la preparazione del foglio è caratterizzata da un lento e metodico rituale.

## Fortuna critica
L'artista è divenuto abbastanza noto nel contesto milanese ed è invitato a collaborare con importanti istituzioni artistiche milanesi tra cui il Museo della Permanente, Fondazione Corrente e Palazzo Reale.
Tra i critici che hanno scritto di lui ricordiamo Ernesto Treccani e Mario De Micheli.
Il critico Z. Birolli è il primo ad individuare il legame con Giacometti in un testo del 1973.
Eros Bellinelli è autore di una biografia dedicata all'artista nel 1975.
Plescan è descritto come un artista impegnato a difendere la sua ricerca dal mercantilismo e dalla voracità di passeggeri estimatori ma disponibile al confronto.
Negli ultimi anni l'artista gode di una nuova popolarità grazie agli scritti del critico A. Negri e ad un rinnovato interesse per il realismo esistenziale.

## Vita privata
Plescan aveva un fratello, Dimitri, morto nel 2010, anch'esso un pittore. Aveva anche una sorella, Elisabetta, morta nel 2011. Il loro padre era originario della Moldavia, mentre la loro madre veniva da Piacenza ed era una sarta.
Pietro Plescan è stato sposato due volte ed ha un figlio, Giorgio Dimitri, nato nel 1962 dal suo primo matrimonio.

## Commenti critici
- E. Bellinelli: “ Pietro Plescan contrappone all'enorme peso umano e psicologico rappresentato dalla asfissiante società in cui vive, la trascrizione pensosa, palpitante e critica dell'immagine esistenziale della donna”.[5]
- G. Cavazzini: “ L'analisi mentale di Pietro Plescan traduce in negativo i segni dell'anatomia classica e illumina con efficacia didattica, sulle trame del processo formale, la precarietà di una coesione figurativa”.[7]